# Кели Линч
Кери Линч (р. 1959) е американска киноактриса. Известна е с ролите си в „Drugstore Cowboy“ (1989) с Мат Дилън, „Виртуален убиец“ (1995) с Дензъл Уошингтън, „Студено сърце“ (1997) с Дейвид Карузо и „Усмиряване“ (2005).

## Биография
Родена е на 31 януари 1959 г. в Голдън Вали в Минесота. Родителите ѝ се развеждат, когато тя е дете. Прекарва много време с баща си Робърт Линч и работи в неговия ресторант „Булевард“ в Голдън Вали. Била е модел за Elite Modeling Agency. Започва актьорската си кариера като извършва малка работа в театъра „Гатрий“. Учи актьорско майсторство при Санфорд Майснер и става модел на известната агенция Elite Modeling.
Става известна покрай ролята си във филма „Drugstore Cowboy“ от 1989 на Гас Ван Сант. Отказва ролята в „Първичен инстинкт“ (1992), която се играе от Шарън Стоун. Получава номинация за Награда за независим дух за ролята си в „The Beans of Egypt, Maine“ (1994). От 1992 г. е женена за сценариста Мич Глейзър. Има дъщеря (Шейн, р. 1986).

## Частична филмография

### Актриса
- „Усмиряване“ (2005)
- „Невероятният Джо“ (2001)
- „Ангелите на Чарли“ (2000)
- „Братството на убийците“ (1999)
- „Мистър Магу“ (1997)
- „Студено сърце“ (1997)
- „Пленници в рая“ (1996)
- „Бремето на белия човек“ (1995)
- „Виртуален убиец“ (1995)
- „Въображаеми престъпления“ (1994)
- „Три сърца“ (1993)
- „Къдрокосата Сю“ (1991), известен още като „Къдравата Сю“
- „Часове на отчаянието“ (1990)
- „Крайпътна къща“ (1989)
- „Коктейл“ (1988)